# Rechtsinformationssystem
Rechtsinformationssystem des Bundes (RIS) – rządowy system informacji prawnej w Austrii, udostępniany w internecie.
RIS został utworzony na podstawie ustawy z dnia 21 listopada 2003 r. o reformie ogłaszania aktów prawnych (Kundmachungsreformgesetz 2004), która weszła ona w życie z dniem 1 stycznia 2004 r. Jej głównym celem była zmiana sposobu wydawania austriackiego dziennika ustaw (postać papierową zastąpiono postacią elektroniczną), ale przy okazji zdecydowano się utworzyć powszechnie dostępny system informacji prawnej. Art. 4 § 6 ustawy o reformie ogłaszania aktów prawnych stanowi, że System Informacji Prawnej Państwa służy do ogłaszania aktów prawnych (tych, które podlegają ogłoszeniu w austriackim dzienniku ustaw) oraz do informowania o prawie Republiki Austrii.
RIS jest prowadzony przez Urząd Kanclerza Austrii. System jest dostępny nieodpłatnie w Internecie.

## Zawartość RIS
RIS składa się z kilku baz danych. Pierwszą jest baza prawa krajowego (Bundesrecht). W tej części znajdują się:
- elektroniczny Dziennik Ustaw od 2004 r. (ta część ma charakter urzędowy – akty prawne w niej ogłoszone objęte są domniemaniem autentyczności),
- bazy Dziennika Ustaw z lat 1945–2003 i Dziennika Praw z lat 1848–1940
- odesłania do baz ze Zbiorem Praw z lat 1740–1848 oraz z niemieckim dziennikiem Praw Rzeszy z lat 1919–1945.

Poza prawem krajowym RIS zawiera również bazy:
- prawa krajów związkowych (Landesrecht),
- prawa gminnego (Gemeinderecht),
- prawa europejskiego (odesłanie do portalu EUR-Lex),
- orzecznictwa najważniejszych organów sądowych Austrii,
- aktów prawnych ministerstw.